# 멘도사 (아르헨티나)
멘도사(스페인어: Mendoza)는 아르헨티나 멘도사주의 주도이다. 인구는 111,000명(2001년 조사)이며, 주위 도시권의 848,660 명을 합쳐 아르헨티나에서 네 번째로 큰 도시이다.
멘도사는 아르헨티나와 칠레를 잇는 도로 상에 위치하며, 서반구에서 가장 높은 아콩카구아 산을 오르려는 사람들이 거치는 곳이다.
포도주와 올리브기름의 산지로 유명하다.

## 기후
멘도사의 기후는 지중해성 기후(Csa)의 영향을 받은 쾨펜 기후군인 BWh로 특징지어진다. 멘도사의 날씨는 습한 여름과 겨울에는 건조한 기후가 특징이다. 1월 평균 기온은 낮 동안 32 °C이며, 밤에는 18.4 °C이다. 겨울인 7월에는 밤낮으로 각각 14.7 °C에서 2.4 °C에 이른다. 연간 강수량이 223.2mm에도 불구하고 관개 시설로 인해 농업이 발달하였다.
| 멘도사의 기후                                                             | 멘도사의 기후 | 멘도사의 기후 | 멘도사의 기후 | 멘도사의 기후 | 멘도사의 기후 | 멘도사의 기후 | 멘도사의 기후 | 멘도사의 기후 | 멘도사의 기후 | 멘도사의 기후 | 멘도사의 기후 | 멘도사의 기후 | 멘도사의 기후 |
| 월                                                                        | 1월           | 2월           | 3월           | 4월           | 5월           | 6월           | 7월           | 8월           | 9월           | 10월          | 11월          | 12월          | 연간          |
| ------------------------------------------------------------------------- | ------------- | ------------- | ------------- | ------------- | ------------- | ------------- | ------------- | ------------- | ------------- | ------------- | ------------- | ------------- | ------------- |
| 역대 최고 기온 °C (°F)                                                    | 44.4 (111.9)  | 41.5 (106.7)  | 37.8 (100.0)  | 34.0 (93.2)   | 33.0 (91.4)   | 30.4 (86.7)   | 33.0 (91.4)   | 34.4 (93.9)   | 36.0 (96.8)   | 40.1 (104.2)  | 40.8 (105.4)  | 44.9 (112.8)  | 44.9 (112.8)  |
| 일평균 최고 기온 °C (°F)                                                  | 32.8 (91.0)   | 31.0 (87.8)   | 28.1 (82.6)   | 23.3 (73.9)   | 18.7 (65.7)   | 15.9 (60.6)   | 15.3 (59.5)   | 18.6 (65.5)   | 21.8 (71.2)   | 25.7 (78.3)   | 29.2 (84.6)   | 32.0 (89.6)   | 24.4 (75.9)   |
| 일일 평균 기온 °C (°F)                                                    | 25.9 (78.6)   | 24.1 (75.4)   | 21.5 (70.7)   | 16.5 (61.7)   | 12.1 (53.8)   | 8.7 (47.7)    | 7.9 (46.2)    | 10.8 (51.4)   | 14.5 (58.1)   | 18.7 (65.7)   | 22.3 (72.1)   | 25.1 (77.2)   | 17.3 (63.1)   |
| 일평균 최저 기온 °C (°F)                                                  | 19.3 (66.7)   | 17.8 (64.0)   | 15.7 (60.3)   | 10.8 (51.4)   | 6.8 (44.2)    | 3.1 (37.6)    | 2.0 (35.6)    | 4.3 (39.7)    | 7.8 (46.0)    | 11.9 (53.4)   | 15.4 (59.7)   | 18.1 (64.6)   | 11.1 (52.0)   |
| 역대 최저 기온 °C (°F)                                                    | 7.5 (45.5)    | 4.8 (40.6)    | 0.6 (33.1)    | −2.3 (27.9)   | −4.3 (24.3)   | −7.2 (19.0)   | −7.8 (18.0)   | −5.9 (21.4)   | −4.6 (23.7)   | 0.1 (32.2)    | 2.7 (36.9)    | 5.3 (41.5)    | −7.8 (18.0)   |
| 평균 강수량 mm (인치)                                                     | 47.2 (1.86)   | 40.8 (1.61)   | 31.6 (1.24)   | 18.5 (0.73)   | 11.0 (0.43)   | 5.7 (0.22)    | 5.0 (0.20)    | 7.9 (0.31)    | 12.3 (0.48)   | 11.2 (0.44)   | 22.1 (0.87)   | 24.7 (0.97)   | 238.0 (9.37)  |
| 평균 강수일수 (≥ 0.1 mm)                                                  | 5.9           | 5.6           | 4.8           | 3.6           | 1.8           | 2.1           | 2.3           | 2.0           | 3.0           | 3.0           | 4.3           | 4.3           | 44.4          |
| 평균 강설일수                                                             | 0.0           | 0.0           | 0.0           | 0.0           | 0.1           | 0.1           | 0.7           | 0.2           | 0.1           | 0.0           | 0.0           | 0.0           | 1.1           |
| 평균 상대 습도 (%)                                                        | 48.4          | 53.8          | 59.7          | 64.6          | 69.1          | 66.9          | 62.1          | 53.2          | 48.3          | 45.3          | 43.5          | 43.8          | 54.9          |
| 평균 월간 일조시간                                                        | 316.2         | 257.1         | 241.8         | 210.0         | 189.1         | 183.0         | 204.6         | 232.5         | 228.0         | 275.9         | 309.0         | 328.6         | 2,975.8       |
| 평균 일일 일조시간                                                        | 10.2          | 9.1           | 7.8           | 7.0           | 6.1           | 6.1           | 6.6           | 7.5           | 7.6           | 8.9           | 10.3          | 10.6          | 8.1           |
| 가능 일조율                                                               | 67            | 69            | 61            | 64            | 60            | 56            | 58            | 68            | 63            | 70            | 70            | 64            | 64            |
| 출처 1: 아르헨티나 국립기상청 (평년값: 1991년~2020년, 극값: 1949년~현재)  |               |               |               |               |               |               |               |               |               |               |               |               |               |
| 출처 2: 미국 해양대기청 (일조율: 1961년~1990년), Meteo climat (극값 일부) |               |               |               |               |               |               |               |               |               |               |               |               |               |

## 자매 도시
- 브라질 상파울루, 브라질[6][7]
- 이스라엘 라마트간, 이스라엘
- 페루 타크나, 페루
- 미국 내슈빌, 테네시주, 미국

### 신문
(온라인판)
- (스페인어) Diario Los Andes
- (스페인어) Diario Uno
- (스페인어) Ciudadano Diario 보관됨 2010-05-12 - 웨이백 머신
- (스페인어) Jornada
- (스페인어) El Sol
- (스페인어) Cuyo Noticias

### 국제적인 회사
- Belatrix Software Factory, Software Outsourcing 보관됨 2010-05-12 - 웨이백 머신
- IMPSA, Metallurgic Industries